# 農鳥岳
農鳥岳（のうとりだけ）は南アルプス国立公園内の赤石山脈（南アルプス）にある標高3,026 mの山である。山頂は山梨県と静岡県の県境にまたがる。日本二百名山、新日本百名山および山梨百名山に選定されている。
山頂は東西に分かれ、南東側の農鳥岳は標高3,026 m, 北西側の西農鳥岳が3,051 mである。名称の上からは農鳥岳が本峰扱いされ、三角点も農鳥岳にしかないが、標高は西農鳥岳の方が高い。山頂付近は森林限界のハイマツ帯で、高山植物が自生し、ライチョウ（雷鳥）の生息地となっている。北岳・間ノ岳とともに白峰三山の一つに数えられる。
名前の由来は、春に山頂東面に白鳥の形の残雪（雪形）が現れることから。しかし、似たような形の残雪は間ノ岳にも現れるため、明治時代までは現在の間ノ岳が農鳥岳と呼ばれる場合もあるなど、呼び方は一定していなかった。深田久弥の「日本百名山」には選ばれていないが、同書「間ノ岳」の項に農鳥岳の雪形についての記述がある。

## 地理

### 周辺の主な山

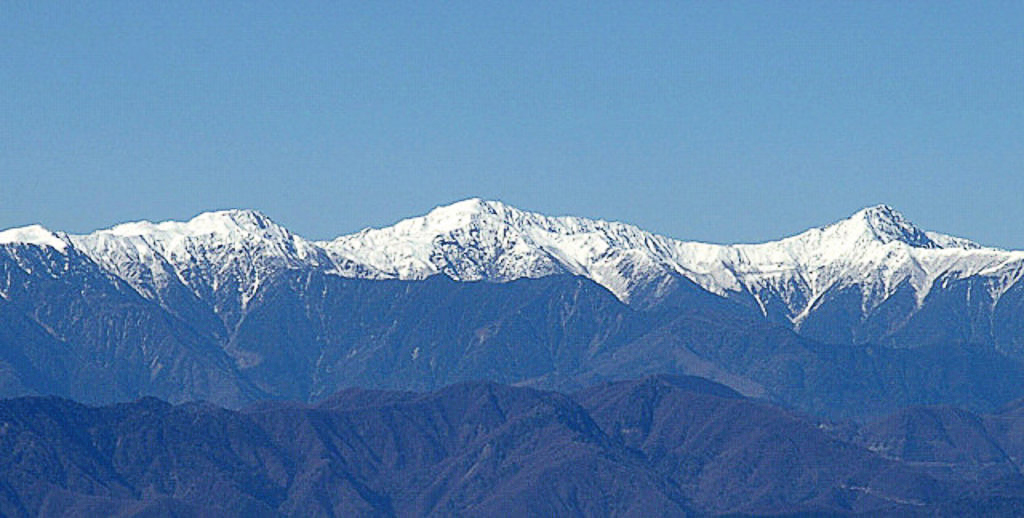
毛無山から望む白峰三山
左から農鳥岳・間ノ岳・北岳

間ノ岳から延びる枝尾根上にある。南方には長く白峰南嶺が延びる。
| 山容 | 名称       | 標高 (m) | 三角点            | 農鳥岳からの方角と 距離 (km) | 備考               |
| ---- | ---------- | -------- | ----------------- | ---------------------------- | ------------------ |
|      | 甲斐駒ヶ岳 | 2,965.58 | 一等              | 北 15.2                      | 日本百名山         |
|      | 仙丈ヶ岳   | 3,032.56 | 二等              | 北北西 12.0                  | 日本百名山         |
|      | 鳳凰山     | 2,840    | （停止）          | 北北東 10.9                  | 日本百名山、観音岳 |
|      | 北岳       | 3,193    | 三等 (3,192.18 m) | 北 5.9                       | 日本百名山         |
|      | 三峰岳     | 2,999    |                   | 北北西 3                     |                    |
|      | 間ノ岳     | 3,189.13 | 三等              | 北 2.9                       | 日本百名山         |
|      | 西農鳥岳   | 3,051    |                   | 西北西 0.7                   | 日本第15高峰       |
|      | 農鳥岳     | 3,025.90 | 二等              | 0                            | 日本二百名山       |
|      | 広河内岳   | 2,895    |                   | 南 1.7                       |                    |
|      | 塩見岳     | 3,047    | 二等              | 南西 7.2                     | 日本百名山         |
|      | 毛無山     | 1,945.47 | 一等              | 南東 35.7                    | 日本二百名山       |

### 源流の河川
源流となる河川は、太平洋へ流れる。
- 荒川、広河原（早川の支流）
- 大井川東俣の滝ノ沢（大井川の支流）[6]

## 登山

### 登山道
- 白峰三山を縦走するルート - 北岳方面から間ノ岳と農鳥岳を縦走して、大門沢下降点の分岐から大門沢を経て奈良田温泉へ下山する登山道がよく利用されている。この下山路は、甲斐駒ヶ岳の黒戸尾根と並ぶ日本有数の長大で急勾配の続く登山道だが、黒戸尾根の場合と違い大部分の登山者は下りに利用し、登りに利用する人は少ない。
- 白峰南嶺稜線を縦走するルート - 広河内岳方面からの白峰南嶺稜線を縦走し、大門沢下降点の分岐で白峰三山ルートに合流する。踏跡が薄く利用者は少ない。
- 仙塩尾根尾根を縦走するルート - 仙丈ヶ岳方面から塩見岳へ至る仙塩尾根を縦走し、途中の三峰岳から分岐して間ノ岳を経由し農鳥岳へ至る。
- 三国平からの巻道のルート - 仙塩尾根上の三国平から巻道を通り、農鳥小屋付近で白峰三山ルートに合流する。

### 主な山小屋
山小屋は、西農鳥岳の北側、間ノ岳との鞍部に農鳥小屋が、奈良田との間に大門沢小屋がある。北岳周辺にも複数の山小屋がある。大部分の山小屋で、営業期間外は緊急避難用として一部が開放されている。
| 画像 | 名称         | 所在地                   | 標高 (m) | 収容 人数 | キャンプ 指定地 | 備考           |
| ---- | ------------ | ------------------------ | -------- | --------- | --------------- | -------------- |
|      | 農鳥小屋     | 間ノ岳と西農鳥岳との鞍部 | 2,800    | 120人     | 50張            |                |
|      | 大門沢小屋   | 大門沢上部               | 1,710    | 100人     | 50張            |                |
|      | 熊の平小屋   | 仙塩尾根井川越           | 2,590    | 70人      | 25張            | 静岡市営       |
|      | 北岳山荘     | 北岳と中白根山との鞍部   | 2,880    | 150人     | 80張            | 南アルプス市営 |
|      | 北岳肩ノ小屋 | 北岳北斜面山頂直下       | 3,010    | 150人     | 50張            |                |

## 農鳥岳の風景

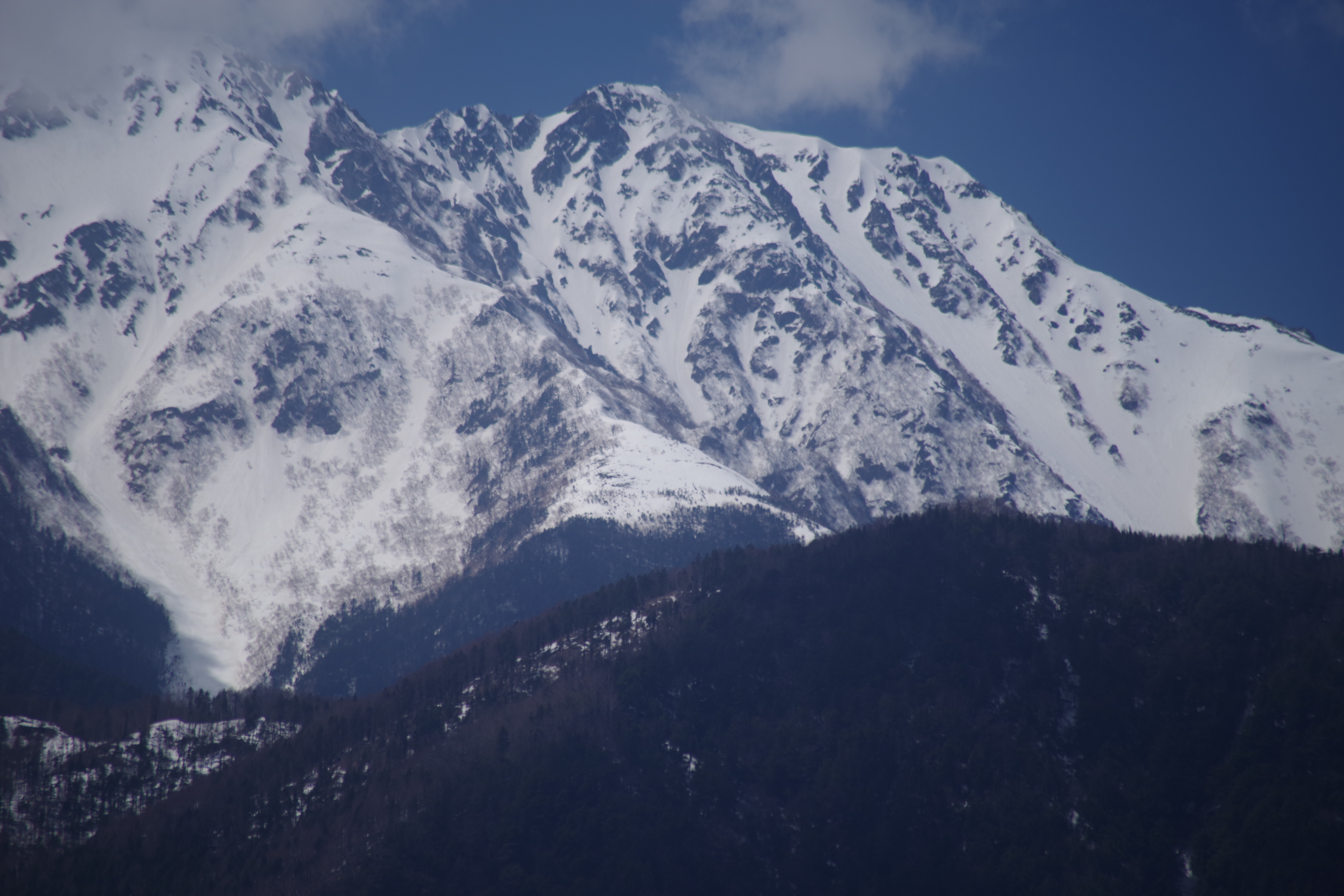
夜叉神峠から見た農鳥岳。4月。
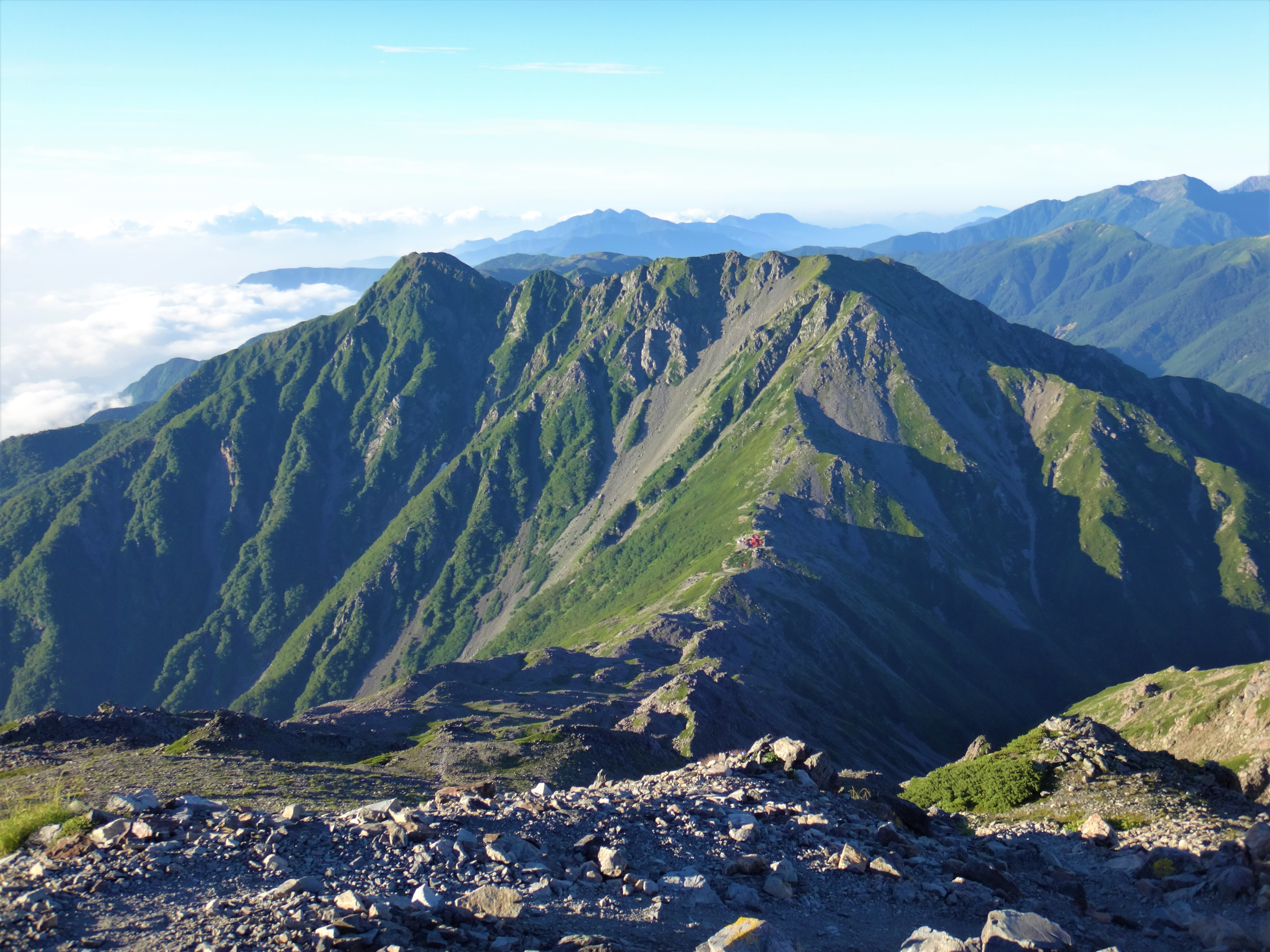
間ノ岳から農鳥岳を望む
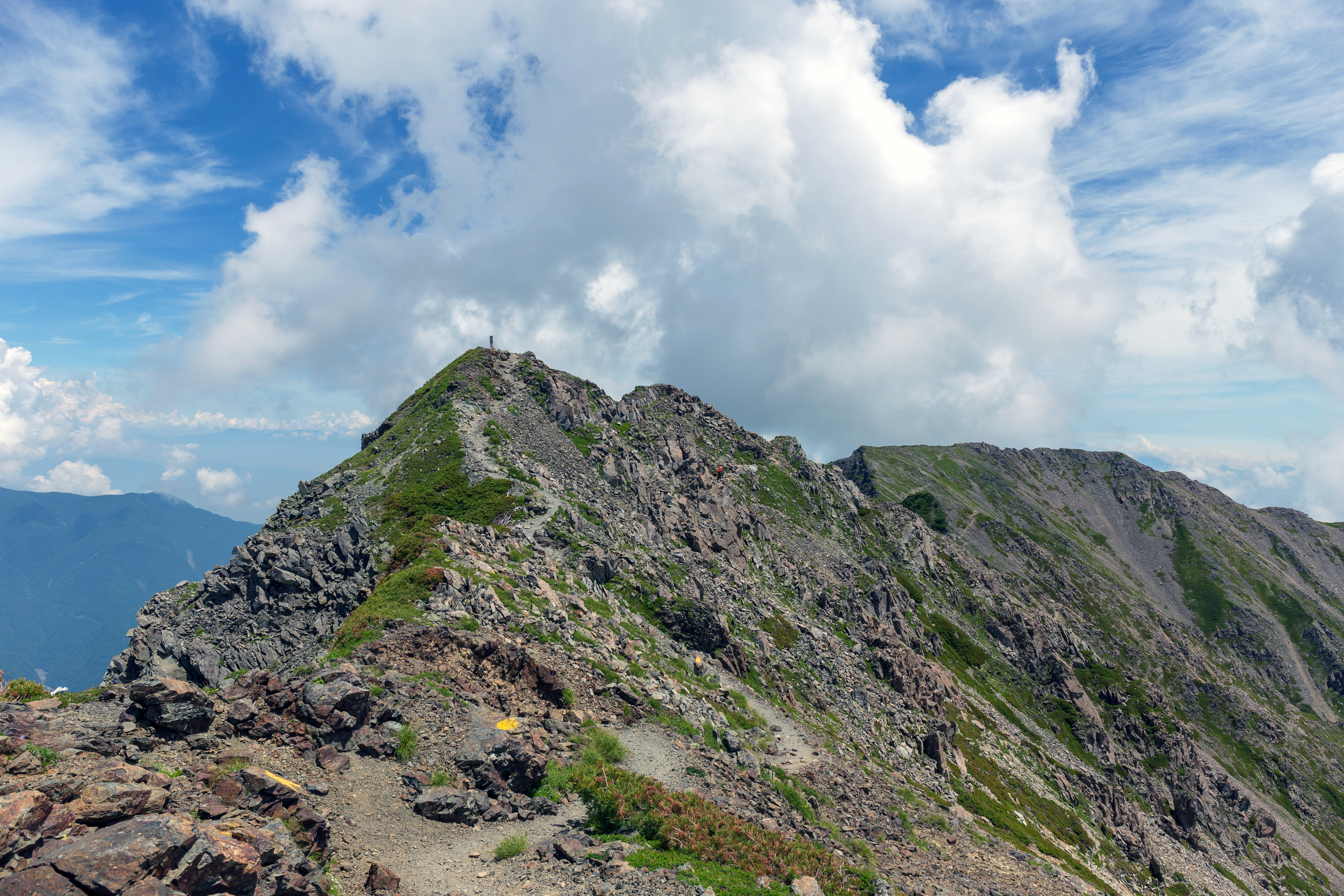
西農鳥岳山頂付近の稜線
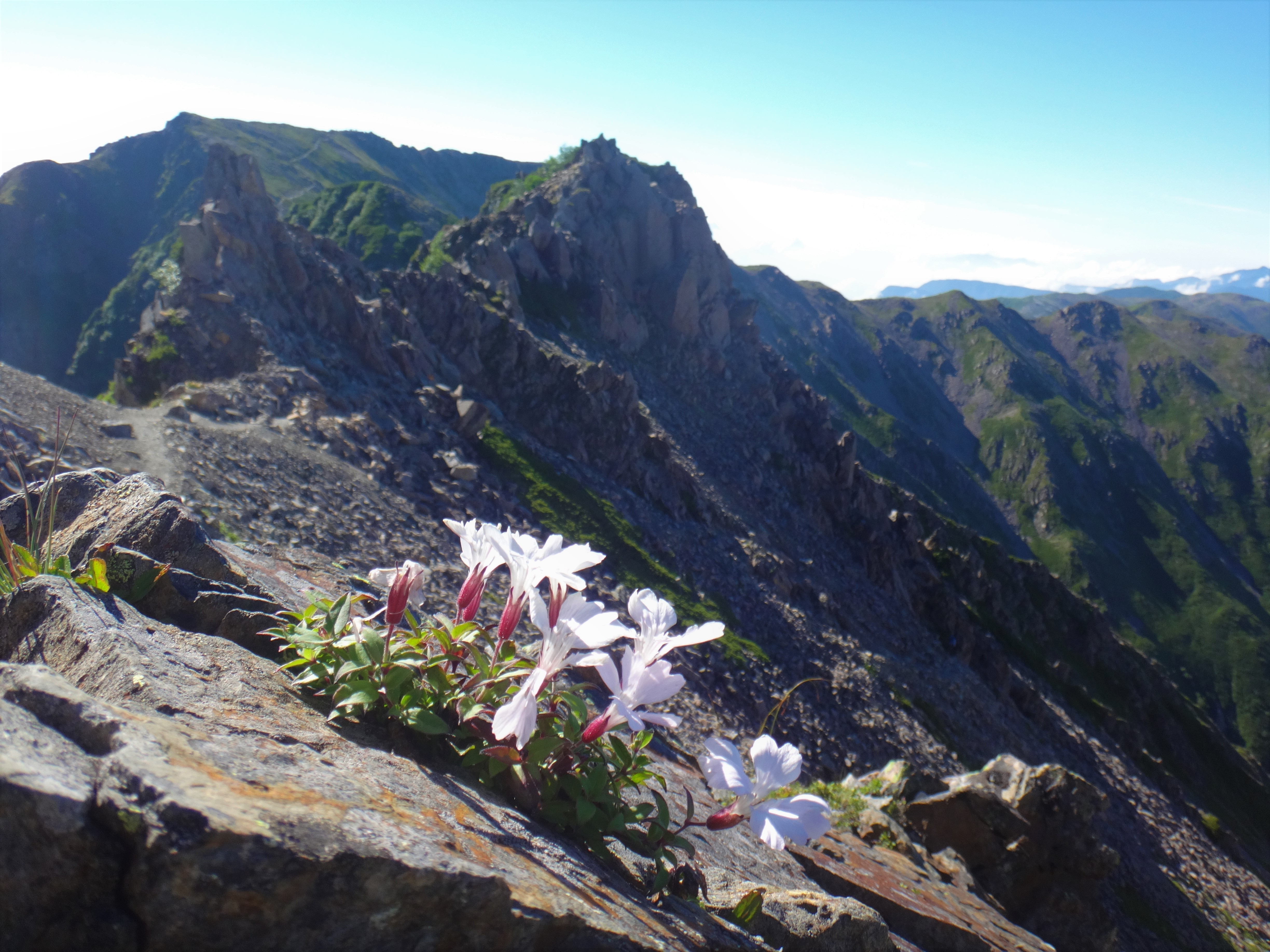
農鳥岳のタカネビランジ
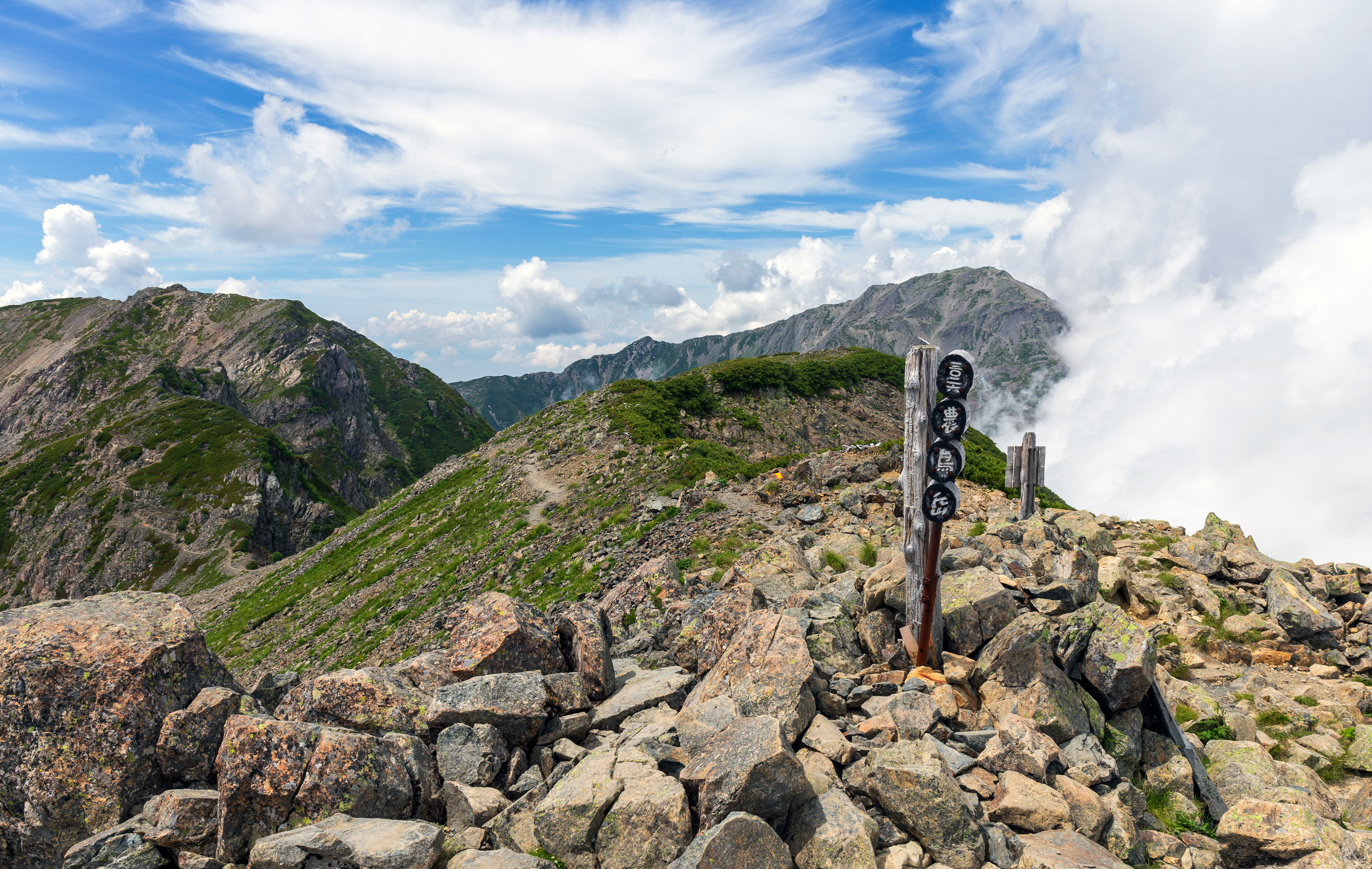
農鳥岳山頂
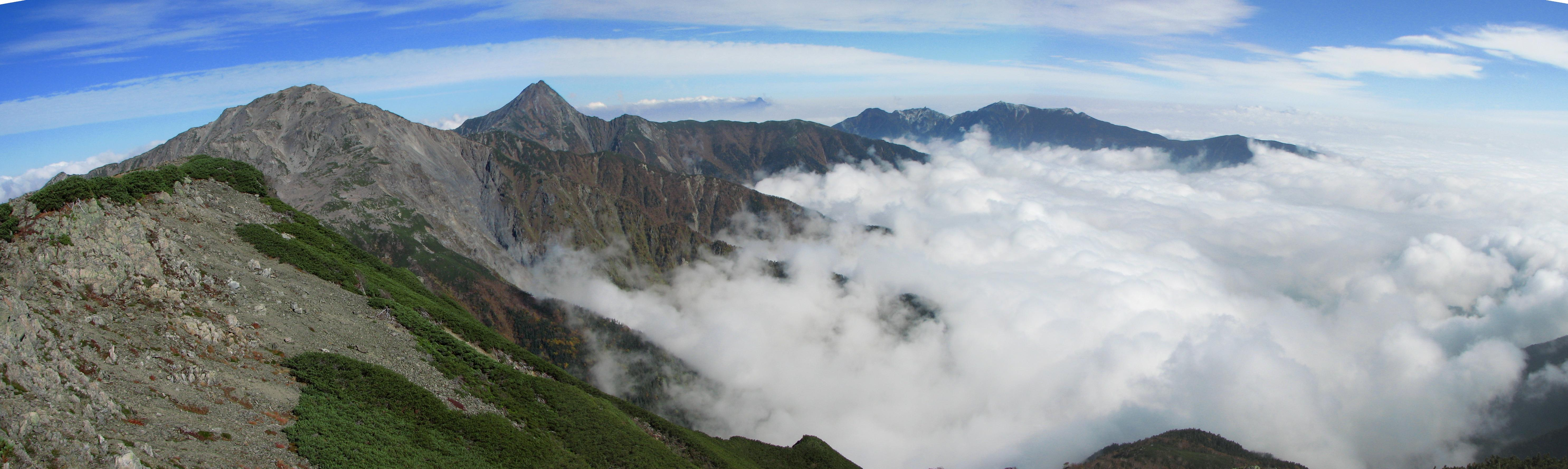
山頂からの間ノ岳・北岳方面の展望
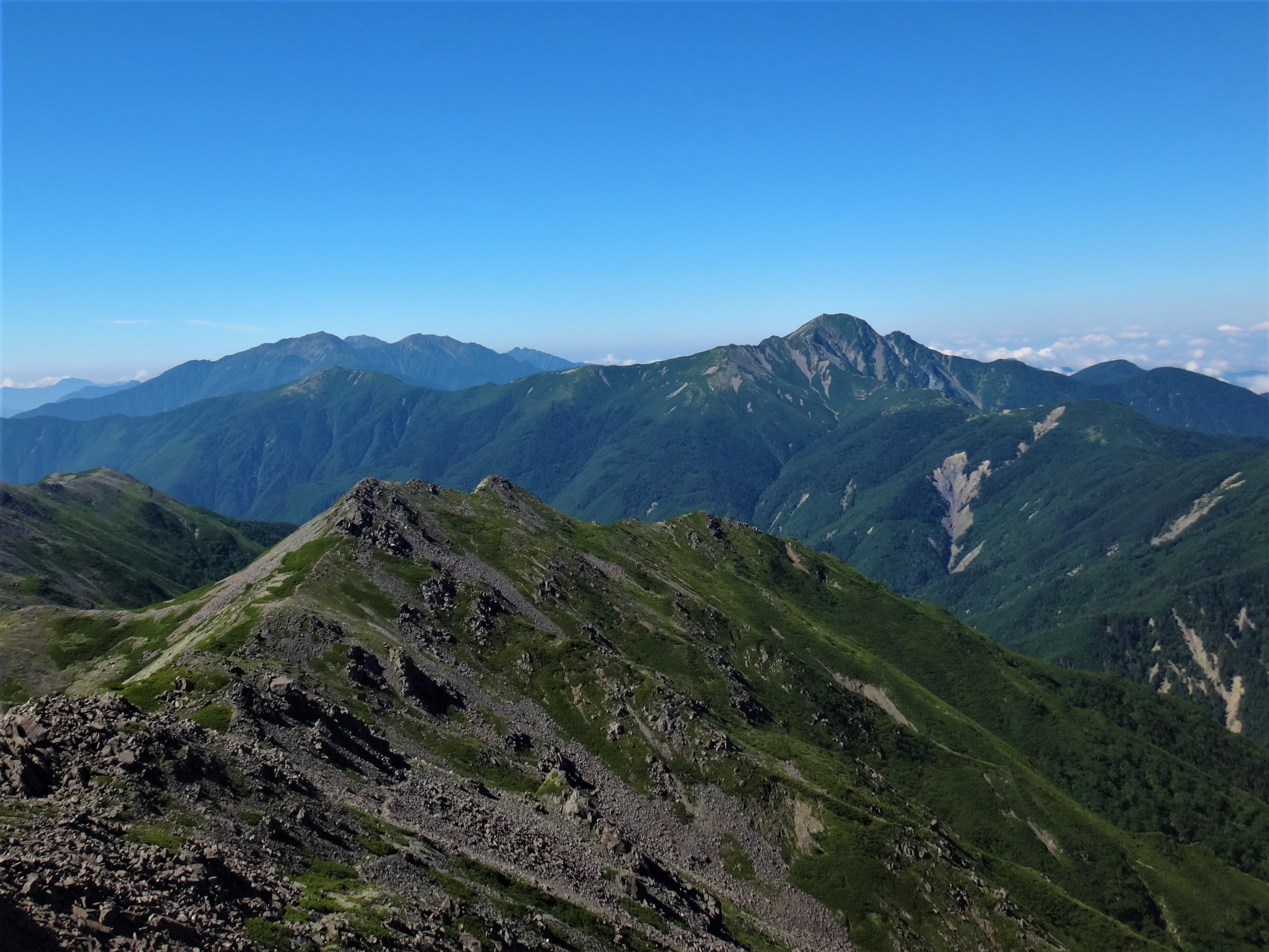
農鳥岳からの悪沢岳と塩見岳
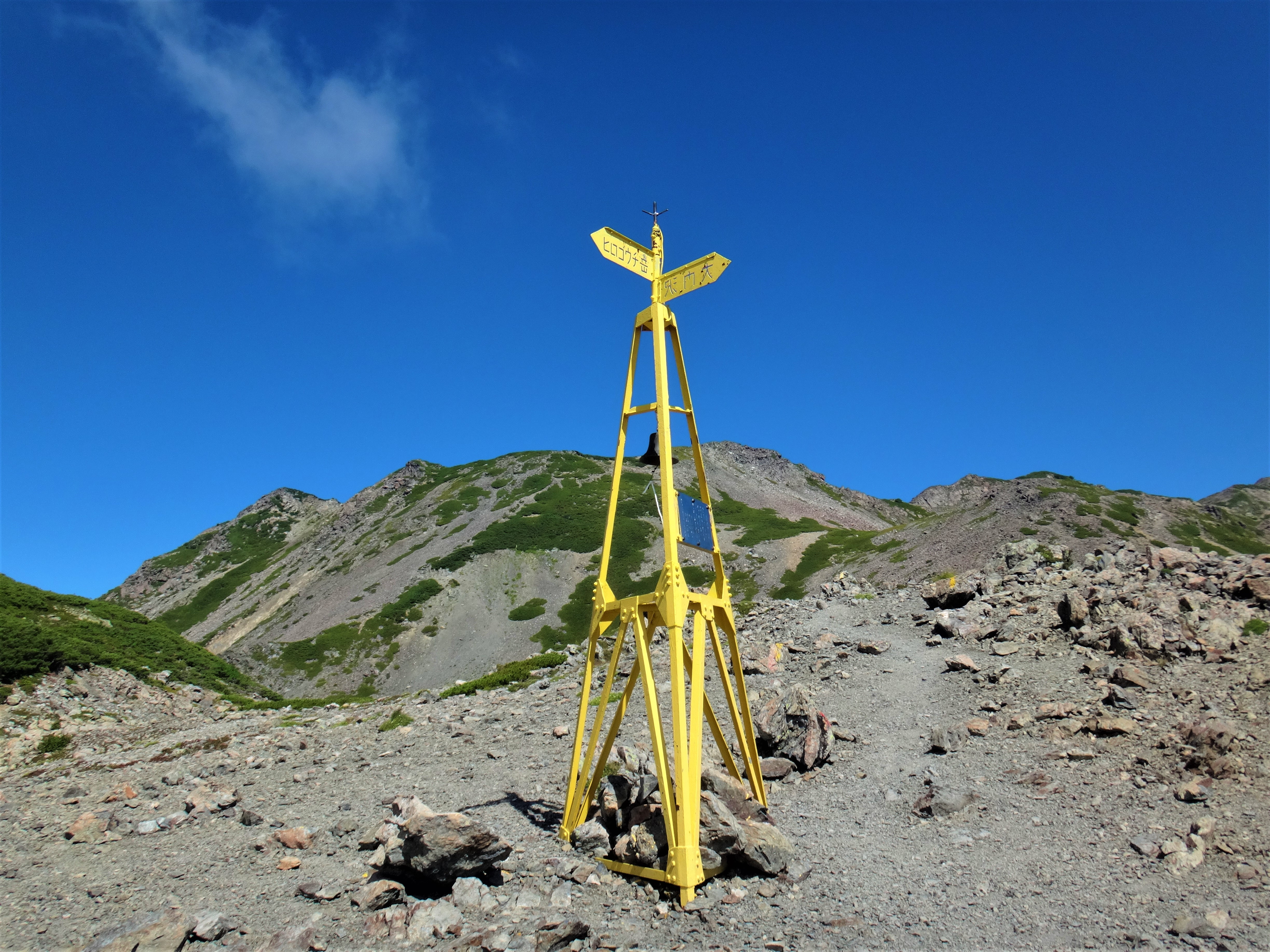
大門沢下降点